# Championnat de Guinée-Bissau de football 2003-2004
Navigation
Édition précédente Édition suivante
La saison 2003-2004 du Championnat de Guinée-Bissau de football est la vingt-sixième édition de la Primeira Divisião, le championnat de première division en Guinée-Bissau. Les douze meilleures équipes du pays se retrouvent au sein d'une poule unique où elles s'affrontent à deux reprises. En fin de saison, les trois derniers du classement sont relégués et remplacés par les trois meilleurs clubs de Segunda Divisão.
C'est le Sporting Clube de Bissau qui remporte la compétition cette saison après avoir terminé en tête du classement final, avec onze points d'avance sur le Sport Bissau e Benfica et le Mavegro Futebol Clube. C'est le onzième titre de champion de Guinée-Bissau de l'histoire du club.
Le tenant du titre, l’UDI Bissau et le Futebol Clube de Bijagos sont exclus de la compétition après deux forfaits consécutifs en championnat.

## Les clubs participants
- Sporting Clube de Bissau
- Bula Futebol Clube - Promu de Segunda Divisião
- UDI Bissau
- Sport Bissau e Benfica
- Atlético Clube de Bissorã
- Futebol Clube de Bijagos
- Sporting Clube de Bafatá
- Futebol Clube de Cantchungo
- Mavegro Futebol Clube
- Flamengo Futebol Clube
- Estrela Negra de Bolama - Promu de Segunda Divisião
- CF Os Balantas

## Compétition

### Classement
Le classement est établi sur le barème de points suivant : victoire à 3 points, match nul à 1, défaite à 0.
| Rang | Équipe                      | Pts | J  | G  | N | P  | Bp | Bc | Diff |
| ---- | --------------------------- | --- | -- | -- | - | -- | -- | -- | ---- |
| 1    | Sporting Clube de Bissau    | 39  | 18 | 12 | 3 | 3  | 26 | 7  | +19  |
| 2    | Sport Bissau e Benfica      | 28  | 18 | 8  | 4 | 6  | 29 | 21 | +8   |
| 3    | Mavegro Futebol ClubeC      | 28  | 18 | 8  | 4 | 6  | 16 | 18 | -2   |
| 4    | Futebol Clube de Cantchungo | 27  | 18 | 6  | 9 | 3  | 26 | 18 | +8   |
| 5    | CF Os Balantas              | 26  | 18 | 7  | 5 | 6  | 21 | 21 | 0    |
| 6    | Sporting Clube de Bafatá    | 25  | 18 | 6  | 7 | 5  | 19 | 17 | +2   |
| 7    | Atlético Clube de Bissorã   | 23  | 18 | 6  | 5 | 7  | 28 | 31 | -3   |
| 8    | Bula Futebol ClubeP         | 20  | 18 | 5  | 5 | 8  | 20 | 22 | -2   |
| 9    | Estrela Negra de BolamaP    | 16  | 18 | 4  | 4 | 10 | 24 | 37 | -13  |
| 10   | Flamengo Futebol Clube      | 13  | 18 | 3  | 4 | 11 | 18 | 35 | -17  |
| 11   | Futebol Clube de Bijagos    |     |    |    |   |    |    |    |      |
| 12   | UDI BissauT                 |     |    |    |   |    |    |    |      |

|  | Champion de Guinée-Bissau 2003-2004                                                          |
|  | Relégation directe en Segunda Divisião                                                       |
|  | Exclusion du championnat                                                                     |
|  | T : Tenant du titre C : Vainqueur de la Coupe de Guinée-Bissau P : Promu de Segunda Divisião |

## Bilan de la saison
| Championnat de Guinée-Bissau de football 2003-2004 |                                      |
| Champion                                           | Sporting Clube de Bissau (11e titre) |
| Coupes et trophées                                 |                                      |
| Vainqueur de la Coupe de Guinée-Bissau 2003-2004   | Mavegro Futebol Clube                |
| Qualifications continentales                       |                                      |
| Ligue des champions de la CAF 2005                 | Aucun                                |
| Coupe de la confédération 2005                     | Aucun                                |
| Promotions et relégations                          |                                      |
| Promus en Primeira Divisião                        | Sport Portos de Bissau               |
| Promus en Primeira Divisião                        | Desportivo de Gabú                   |
| Promus en Primeira Divisião                        | Desportivo de Nhacra                 |
| Relégués en Segunda Divisião                       | Flamengo Futebol Clube               |
| Relégués en Segunda Divisião                       | Bijagos Futebol Clube (exclu)        |
| Relégués en Segunda Divisião                       | UDI Bissau (exclu)                   |